# Rosalind Howells, Baroness Howells of St Davids

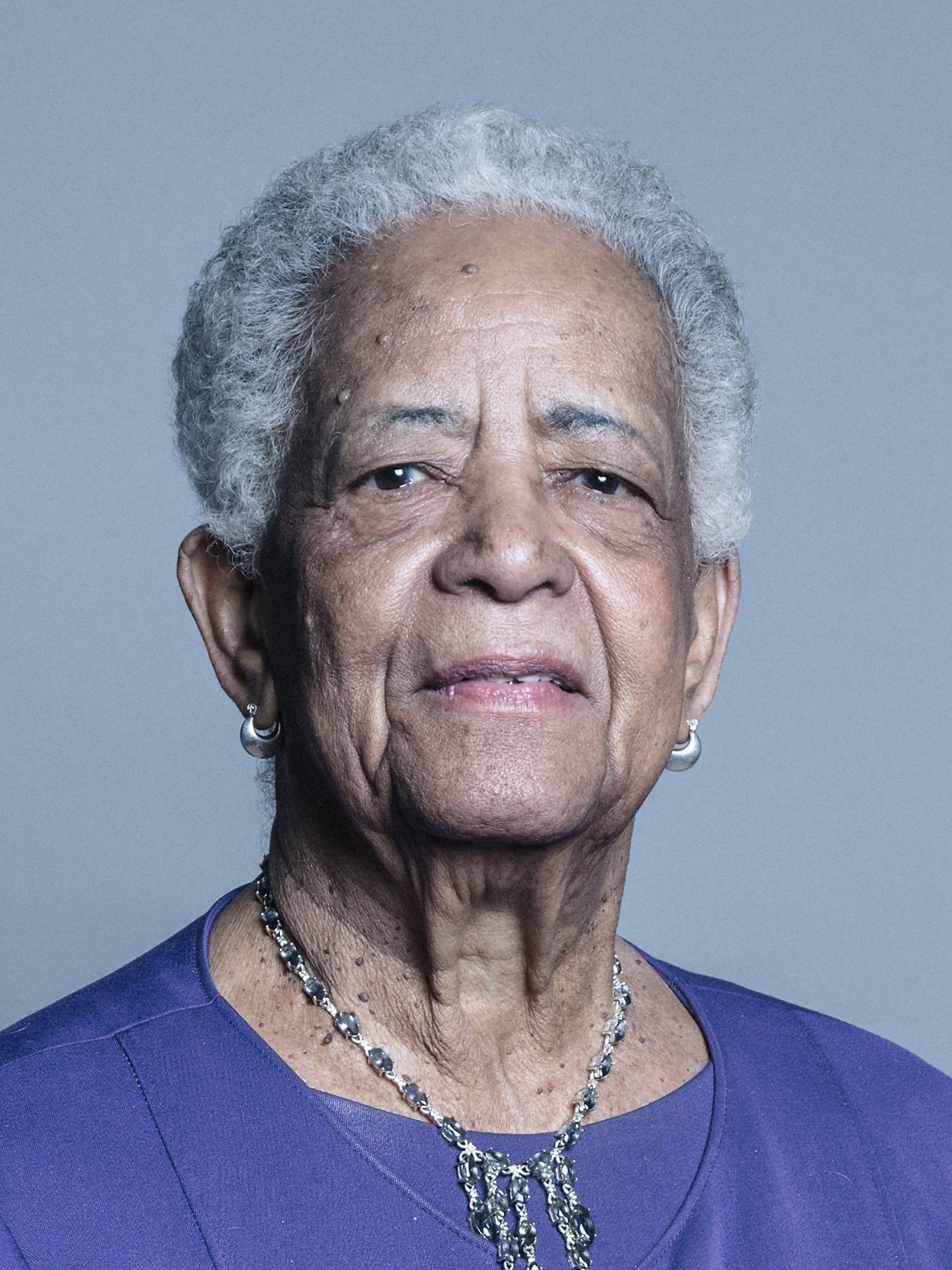
Rosalind Howells, Baroness Howells of St Davids

Rosalind Patricia-Anne Howells, Baroness Howells of St Davids, OBE (* 10. Januar 1931 in Grenada), ist eine britische Labour-Politikerin und als Life Peer Mitglied des House of Lords. 
Howells ging auf das St Joseph’s Convent, das South West London College und das City College in Washington, D.C. 1955 heiratete sie John Charles Howells, sie haben zwei Töchter.
Sie war Direktorin des Greenwich Racial Equality Council und der Community and Equal Opportunities Worker. Baroness Howells ist Treuhänderin des Stephen Lawrence Charitable Trust.
Howells war die erste schwarze Frau, die im GLC’s Training Board saß, das erste weibliche Mitglied im Führungskreis der University of Greenwich und sie war Vizevorsitzende der London Voluntary Services Council. Sie arbeitet im Carnival Liaison Committee und dem Greater London Action in Race Equality und arbeitete aktiv für Gerechtigkeit im Gebiet der Rassenbeziehungen. Sie ist Treuhänderin der Jason Roberts Foundation, die eine Reihe von Sporteinrichtungen für Kinder und Jugendliche in Großbritannien und Grenada unterstützt.
Am 21. Juli 1999 wurde sie als Baroness Howells of St Davids, of Charlton in the London Borough of Greenwich, zur Life Peeress erhoben und ist dadurch seither Mitglied des House of Lords.
Im März 2009 wurde sie Kanzler der University of Bedfordshire in Luton.